# Ben Alnwick
Ben Alwick est un footballeur anglais, né le 1er janvier 1987 à Prudhoe. Il évolue au poste de gardien de but. Il est le frère aîné de Jak Alnwick, autre gardien de but.

## Carrière
Le 4 mars 2011, Alnwick est prêté un mois au club des Doncaster Rovers, durée prolongée d'un mois supplémentaire, mais il ne joue pas le moindre match durant cette période.
En juillet 2012, il signe en faveur du Barnsley Football Club. Le 2 septembre 2013 son contrat est annulé par Barnsley, deux jours avant de rejoindre le club de Charlton Athletic.
Le 31 janvier 2014, il rejoint le club de Leyton Orient. Puis le 25 juillet 2014, il rejoint l'équipe de Peterborough United.
Le 31 août 2016, il rejoint le club de Bolton Wanderers.

## Palmarès
- Champion d'Angleterre de D2 (Championship) en 2005 et 2007 avec Sunderland
- Champion d'Angleterre de D3 (League One) en 2010 avec Norwich City